# Tanlin (köpinghuvudort i Kina, Hubei Sheng, lat 30,52, long 115,85)
Tanlin (kinesiska: 檀林) är en köpinghuvudort i Kina. Den ligger i provinsen Hubei, i den centrala delen av landet, omkring 150 kilometer öster om provinshuvudstaden Wuhan. Antalet invånare är 30 936. Befolkningen består av 15 110 kvinnor och 15 826 män. Barn under 15 år utgör 19,0 %, vuxna 15-64 år 68 %, och äldre över 65 år 12,0 %.
Runt Tanlin är det tätbefolkat, med 427 invånare per kvadratkilometer. Tanlin är det största samhället i trakten. I omgivningarna runt Tanlin växer i huvudsak blandskog.
Genomsnittlig årsnederbörd är 1 892 millimeter. Den regnigaste månaden är maj, med i genomsnitt 282 mm nederbörd, och den torraste är januari, med 46 mm nederbörd.